# Melanella olssoni
Melanella olssoni is een slakkensoort uit de familie van de Eulimidae. De wetenschappelijke naam van de soort is voor het eerst geldig gepubliceerd in 1924 door Bartsch.